# Bé Find
Bé Find [b'eː vʴind], auch Bébinn, Béfionn, ist in der keltischen Mythologie Irlands eine Angehörige der Túatha Dé Danann. Dieser Name bezeichnet eine Göttin, die der Geburt zugeordnet wird. Andere mythologische Figuren werden ebenfalls mit demselben Namen erwähnt – ob es sich dabei immer um dieselbe Göttin handelt, ist ungewiss. Auch mit der Keltischen Anderswelt wird sie in Verbindung gebracht, sowohl mit der irischen Mag Mell als auch der walisischen Annwn.
Bébinn ist eine Zusammensetzung aus den altirischen Wörtern bean ([ban] „Frau“) und binn („klangvoll, melodisch“), also etwa „melodische Frau“, „Frau (mit) wohlklingender (Stimme)“. Bei Béfionn kann die zweite Silbe aus fionn ([fin] „blond“) hergeleitet werden. Auch die Varianten Bé Bind, Bé Binn, Bebhinn, Bébhionn, Bébind und Béfind sind zu finden.
In der Erzählung Táin Bó Froích, enthalten in den remscéla („Vorauserzählungen“) des Ulster-Zyklus, ist Bé Find die Mutter des Helden Froech von Connacht und die Schwester von Boand.